# Diploplecta
Diploplecta là một chi nhện trong họ Linyphiidae.

## Các loài
Phân loại The World Spider Catalogo 12.0:
- Diploplecta adjacens Millidge, 1988
- Diploplecta communis Millidge, 1988
- Diploplecta duplex Millidge, 1988
- Diploplecta nuda Millidge, 1988
- Diploplecta opaca Millidge, 1988
- Diploplecta proxima Millidge, 1988
- Diploplecta simplex Millidge, 1988